# Anti (prénom)
Pour les articles homonymes, voir Anti.
Anti est un prénom masculin estonien célébré le 30 novembre.

## Prénom
- Anti Kuus (en) (né en 1956), économiste et entrepreneur estonien
- Anti Poolamets (en) (né en 1971), historien et homme politique estonien
- Anti Saar (en) (né en 1980), écrivain et traducteur estonien
- Anti Saarepuu (né en 1983), fondeur estonien
- Anti Selart (en) (né en 1973), historien et philosophe estonien